# Spineni (okręg Aluta)
Spineni – wieś w Rumunii, w okręgu Aluta, w gminie Spineni. W 2011 roku liczyła 282 mieszkańców. 